# Ronneby stads elverk
Ronneby stads elverk, även kallat "Gamla elverket",  stod klart och invigdes 1903 som ett kombinerat el- och vattenverk i jugendstil, ritat av arkitekten Carl Westman. Flera konstruktörer var involverade i arbetet där ingenjör J. G. Richert stod för konstruktionen av de tekniska installationerna för vattenverket medan Siemens & Halske stod för de elektriska motsvarigheterna. Byggnaden ligger i kvarteret Ulf och ägs idag av Ronneby kommun som använder byggnaden för som en del av sin parkförvaltning. Byggnaden fick enligt byggnadsnämndens arkivhandlingar en mindre tillbyggnad redan 1933 och därefter sitt nuvarande utseende 1949 samt en ytterligare tillbyggnad 1951. Byggnaden var redan från början ett kombinerat el- och vattenverk med underjordiska vattenmagasin utanför byggnaden och transformatorhallar inne i densamma. Byggnadsnämndens arkivhandlingar från nybyggnationen visar en spegelvänd byggnad jämfört med den byggnad som sedan uppfördes. Handlingar kopplade till senare tillbyggnader har däremot sanna orientering som den befintliga byggnaden.

## Kulturhistoriskt värdefull byggnad
Under år 2020 utredde Ronneby kommun om den kulturhistoriskt värdefulla byggnaden skulle kunna ingå som en del av ett nytt museum för skeppet Gribshunden, skatterna i Västra vång och Ronneby stads historia. I samma utredning analyserades om de potentiella museibyggnaderna har ett kulturhistoriskt värde. Utredningen kom fram till att Gamla elverket har ett sådant kulturhistoriskt värde och att den skyddas enligt det generella förvanskningsförbudet i Plan- och bygglagen. Utredningen hänvisar till en bebyggelseantikvarisk utredning som dåvarande Byggnadsnämnden lät utföra i Ronneby stadskärna åren 1978-1980. Ronneby kommun påbörjade ett detaljplanearbete kring platsen för el- och vattenverksbyggnaden 2023 och i samband med detta togs en byggnadsantikvarisk utredning fram med hjälp av Kalmar läns museum. Utredningen konstaterade mer i detalj att byggnaden är att betrakta som kulturhistoriskt värdefull och därmed skyddas av plan- och bygglagens bestämmelser. Rapporten konstaterade vidare att byggnaden hara både socialhistoriska, industritekniska-, arkitektoniska och estetiska värden.